# 威廉·丹皮尔

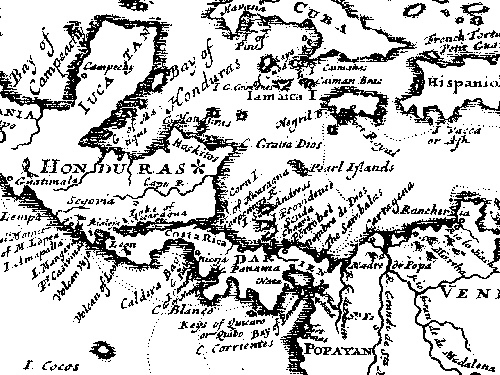
《新的環球航海》，1697年

威廉·丹皮尔（英語：William Dampier，1651年9月5日（受洗日）—1715年3月）是一名英國探險家、海盜、私掠者、航海家和自然學家。他是第一個探索今天澳大利亞部分地區的英國人，也是第一個三度環遊世界的人。他還被描述為澳大利亞第一位自然歷史學家，以及法蘭西斯·德瑞克（16世紀）和詹姆士·庫克（18世紀）之間最重要的英國探險家之一；他以前者的海盜行為和後者的科學探索相結合的方式「溝通了這兩個時代」。他的探險是第一批為歐洲讀者識別和命名一些植物、動物、食物和烹飪技術的人，是第一批使用酪梨（Avocado）、烤肉（Barbecue）和筷子（Chopstick）等詞彙的英語作家之一。在描述酪梨的製作時，他是第一個描述酪梨醬製作的歐洲人，命名了麵包果植物，並頻繁記錄了許多對歐洲人來說是陌生的食物的味道，如紅鶴和海牛。
丹皮爾以他的《新的環球航海》一書給海軍部留下深刻印象，之後他被授予皇家海軍艦艇的指揮權，並在澳大利亞西部進行重要的發現，之後因殘忍形式行事而被送上軍事法庭。在後來的一次航行中，他救了亞歷山大·塞爾科克，這位前船員可能是丹尼爾·笛福《魯賓遜漂流記》的靈感來源。受丹皮爾影響的其他人包括喬治·安森、詹姆士·庫克、霍雷肖·納爾遜、查爾斯·達爾文和阿爾弗雷德·羅素·華萊士。